# Thành Ngư Phủ
Halászbástya (phiên âm tiếng Hungary: [ˈhɒlaːzbaːʃcɒ]) hay còn gọi là Thành Ngư Phủ là một trong những di tích nổi tiếng nhất của Hungary. Pháo đài Thành Ngư Phủ nằm gần lâu đài Buda, ở quận 1 của thủ đô Budapest. Đây là một trong những điểm đến thu hút được nhiều khách tham quan nhất, do đứng tại đây người ta có thể quan sát được gần như toàn bộ danh lam thắng cảnh ở Budapest. Mặt tiền của Thành Ngư Phủ đối diện và song song với sông Danube, dài khoảng 140 mét; trong đó lối đi phía nam dài khoảng 40 mét, phía bắc dài 65 mét và lan can ở vị trí trung tâm được bài trí công phu có chiều dài là 35 mét. Bảy tháp đá cao của pháo đài tượng trưng cho bảy vị thủ lĩnh người Hungary đã có công lập quốc vào năm 895.
Những bức tường ban đầu của pháo đài được xây dựng từ những năm 1700, tạo thành phần tường cho một lâu đài. Một số nhà sử học nhân định rằng, vào thời Trung Cổ, phần tường thành này của lâu đài được bảo vệ bởi hiệp hội ngư dân (halász), là những người sống ở khu Chợ Cá hay còn gọi là khu Phố Nước. Thành Ngư Phủ đạt đến hình dáng hiện tại nhờ vào quá trình xây dựng từ năm 1895 đến năm 1902. Kiến trúc sư chịu trách nhiệm cho công trình xây dựng pháo đài là Frigyes Schulek, đây là người đã mang đến diện mạo theo phong cách Tân Romanesque cho Thành Ngư Phủ, đồng thời cũng là người chịu trách nhiệm cho việc trùng tu của Nhà thờ Matthias.
Kể từ năm 1987, pháo đài Thành Ngư Phủ là một trong những Di sản Thế giới của Budapest và là một phần của quận Várkerület (quận lâu đài Buda).

### Từ Thế chiến II trở đi

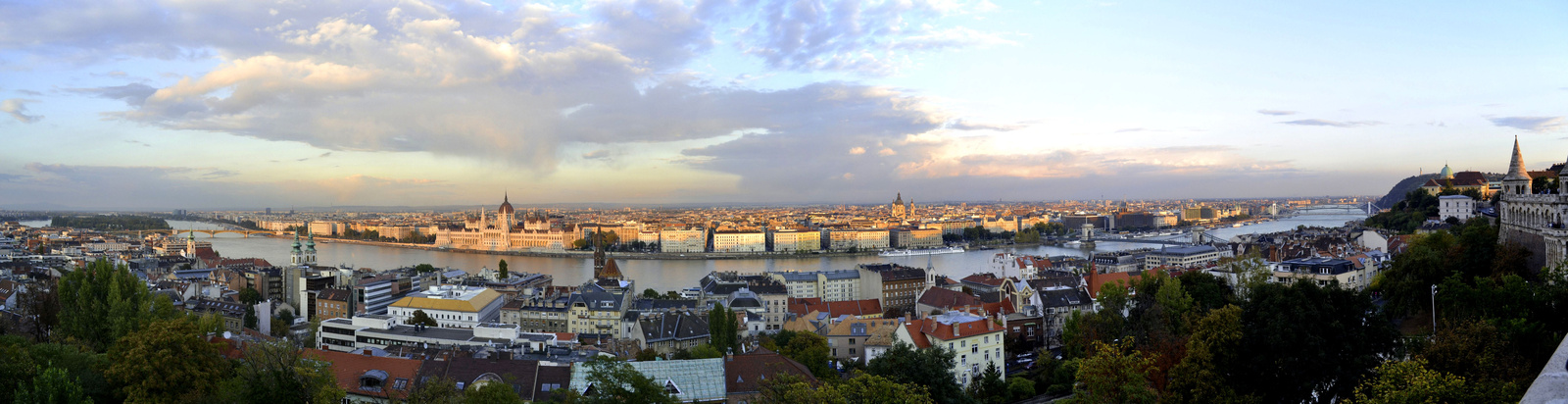
Quang cảnh thành phố Budapest nhìn từ phía Thành Ngư Phủ

## Bộ sưu tập

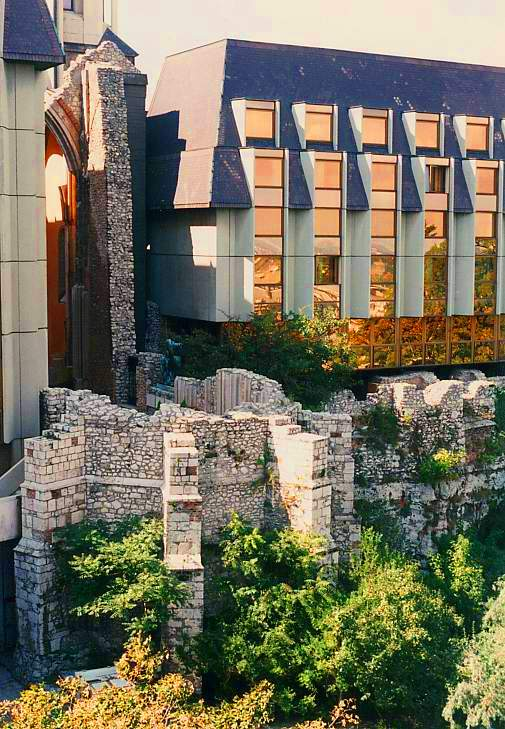
Tàn tích từ thế kỷ 13 của nhà nguyện Thánh Micae.
Những bậc thang của Thành Ngư Phủ. Ảnh chụp từ năm 1963.
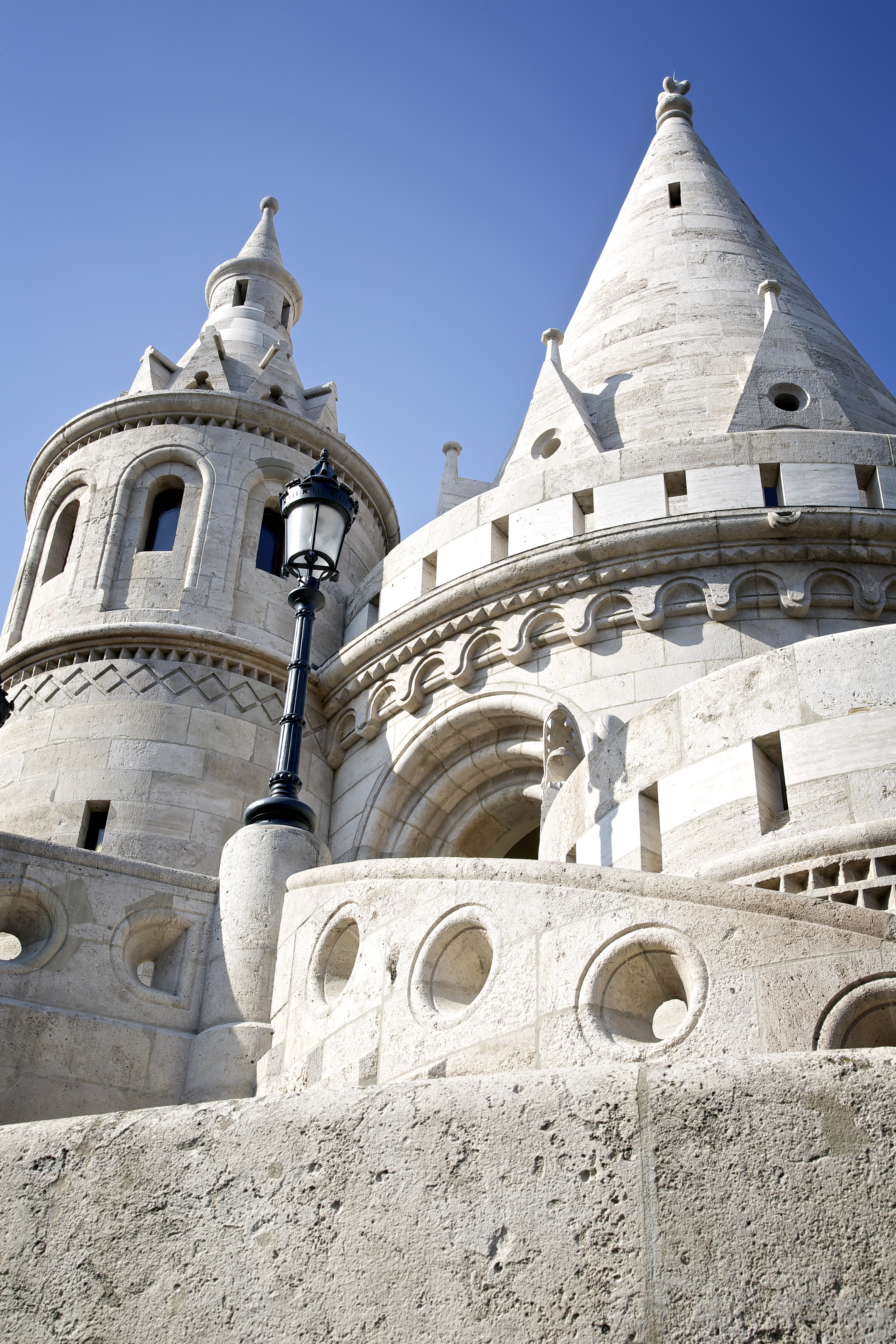
Thành Ngư Phủ
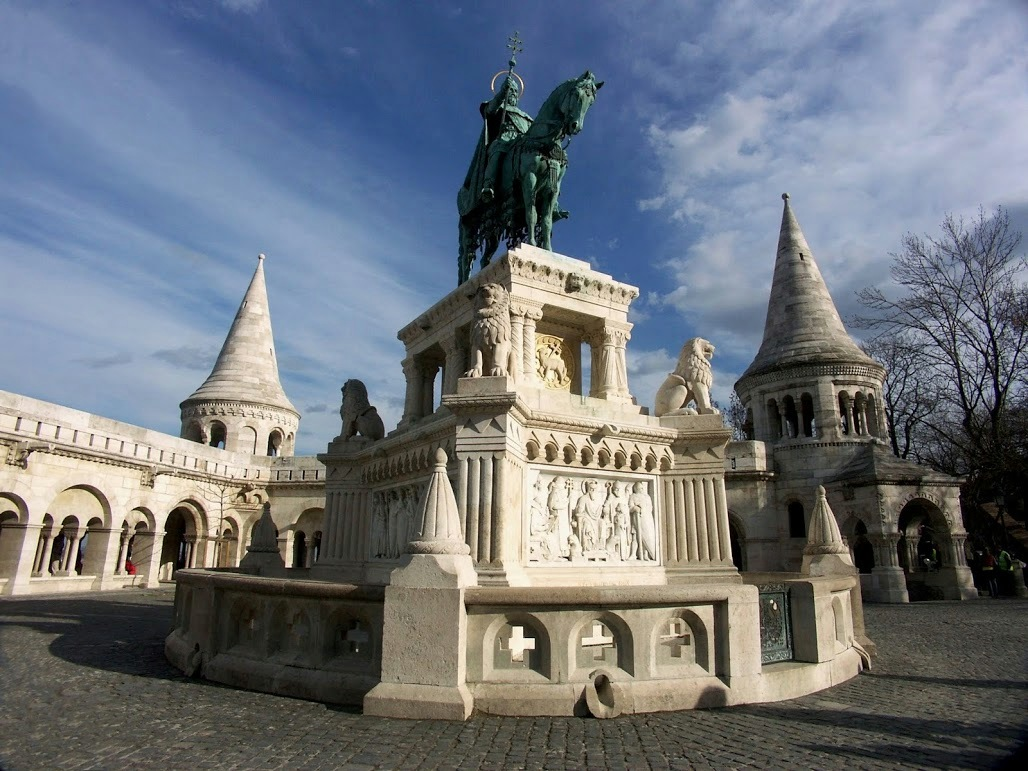
Tượng đồng vua István I của Hungary.
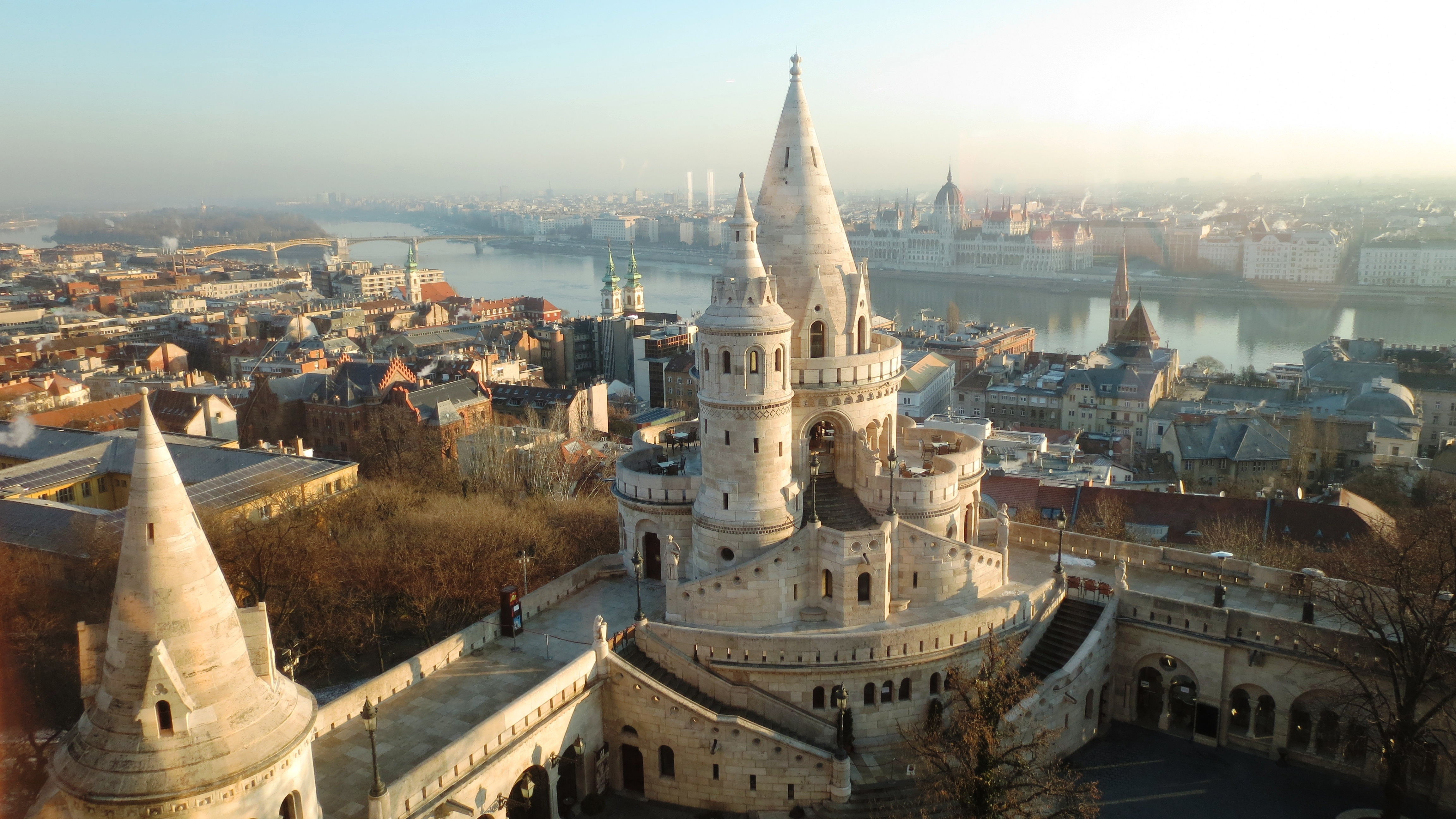
Thành Ngư Phủ trên đồi Lâu đài, phía sau là quang cảnh thành phố Budapest.